# 沃爾登鎮區 (明尼蘇達州卡斯縣)
沃爾登鎮區（英語：Walden Township）是一個位於美國明尼蘇達州卡斯縣的行政鎮區。

## 人口
根據2020年美國人口普查的數據，沃爾登鎮區的面積為93.70平方千米，當中陸地面積為93.60平方千米，而水域面積為0.10平方千米。當地共有人口539人，而人口密度為每平方千米6人。